# Коваленко Ілля Олександрович
Ілля Олександрович Коваленко (нар. 20 березня 1990) — український футболіст, півзахисник «Діназу».

## Клубна кар'єра
Народився 20 березня 1990 року. Вихованець ДЮСШ «Сталь» (Дніпродзержинськ). Дебютував за першу команду сталеварів 2009 року і зіграв за клуб 10 ігор у Другій лізі.
2010 року став гравцем «Кривбасу», але за першу команду так і не дебютував і був відданий в оренду в клуб Першої ліги «Нафтовик-Укрнафта», а потім став грати за іншу криворізьку команду «Гірник».
Надалі грав за інші нижчолігові команди «Полтава», «Оболонь-Бровар», «Десна» (Чернігів) (з якою вийшов до Прем'єр-ліги), «Суми» та «Інгулець».
У 2022 році перейшов до черкаського клубу «ЛНЗ», за який не зіграв жодного матчу. Був в оренді в литовському «Екранасі». Того ж року перейшов до казахського «Акжайику». 27 січня 2023 року повернувся до «ЛНЗ».